# Nika Markovič
Nika Markovič (Braslovče, 5 maggio 1997) è una pallavolista slovena, opposto della Black Angels Perugia.

## Carriera

### Club
La carriera di Nika Markovič inizia nel 2012 con il Braslovče, club con il quale debutta nella 1. DOL slovena nella stagione 2013-14. Riceve poi una borsa di studio dalla Pittsburgh, negli Stati Uniti d'America, disimpegnandosi nella lega universitaria NCAA Division I dal 2016 al 2019.
Ritorna in patria per la stagione 2020-21 accasandosi allo Spodnja Savinjska, sempre nella massima divisione, per poi essere ingaggiata, nell'annata 2021-22, dal Vandœuvre Nancy, nella Ligue A francese. Per il campionato 2023-24 milita tra le fila delle rumene del Rapid Bucarest, mentre in quello successivo è in Giappone alle Saitama Ageo Medics, in SV.League.
Nella stagione 2025-26 approda nella Serie A1 italiana, alla Black Angels Perugia.

### Nazionale
Nel 2013 viene convocata nella nazionale slovena under 18, vincendo la medaglia d'oro al XII Festival olimpico estivo della gioventù europea, nel 2014 è in quella under 19, con cui si aggiudica l'argento al campionato europeo, e nel 2015 è in quella under 20.
Nel 2021 ottiene le prime convocazioni nella nazionale maggiore e nello stesso anno conquista la medaglia di bronzo all'European Silver League.

## Palmarès

### Nazionale (competizioni minori)
- Festival olimpico estivo della gioventù europea 2013
- Campionato europeo under 19 2014
- European Silver League 2021